# Восточногвинейские леса
Восточногвинейские леса — экорегион влажных тропических широколиственных лесов в Западной Африке. Экорегион включает низинные леса, которые огибают Гвинейский залив, внедряясь на расстояние около сотни километров вглубь континента от западного Кот-д’Ивуара до западного побережья озера Вольта в Гане. Несколько небольших анклавов лежат дальше на восток и вглубь континента в Того и Бенине.

## Местоположение и описание
Река Сасандра в Кот-д’Ивуаре отделяет Восточногвинейские леса от западногвинейских лесов, которые лежат к западу. Вглубь континента и дальше на восток, Восточногвинейские леса переходят в Гвинейскую лесосаванну.
Температура колеблется между 22 и 34 °C вблизи побережья и между 10 и 43 ºС в глубине континента. Выделяется сухой сезон, который длится четыре-пять месяцев, и влажный, с годовым количеством осадков от 1000 до 2500 мм, которые более интенсивны вблизи побережья.

## Фауна
В экорегионе наблюдается большое разнообразие приматов, хотя некоторые виды и находятся под угрозой. Также здесь живут небольшие изолированные популяции лесных слонов (Loxodonta cyclotis). Основными хищниками региона являются леопарды (Panthera pardus), золотые кошки (Profelis aurata) и африканские циветты (Civettictis civetta), хотя все три вида достаточно редки.
Орнитофауна богата и разнообразна. Основные виды следующие: белобрюхая тёмная цесарка (Agelastes meleagrides), Lobotes lobatus, бурощёкий калао (Bycanistes cylindricus), сычик каштановый (Glaucidium castaneum), Illadopsis rufescens, Schistolais Leontica, Lamprotornis cupreocauda, Bathmocercus cerviniventris, западная лысая ворона (Picathartes gymnocephalus), галстучный кустарниковый сорокопут (Malaconotus lagdeni), Apalis sharpei, красноспинная рыбная сова (Scotopelia ussheri).
Герпетофауна региона изучена плохо.

### Эндемики
Четыре вида млекопитающих являются эндемичными для экорегиона, три вида грызунов (Dephomys eburnea, болотная крыса Кансдала (Malacomys cansdalei) и Leimacomys buettneri) и белозубка Виммера (Crocidura Wimmeria).
Также здесь обитает несколько эндемичных видов рептилий и тринадцать видов земноводных, в том числе древесные лягушки семейства веслоногие лягушки (Rhacophoridae).

## Охрана и угрозы
Восточногвинейские леса совместно с другими тропическими влажными широколиственными лесами Западной Африки включается международной организацией Conservation International в горячую точку биоразнообразия Гвинейские леса Западной Африки.
Восточногвинейские леса находятся под угрозой исчезновения. Большие площади лесов были расчищены и преобразованы в фермерские хозяйства и плантации. Лес вырубатывается на лесозаготовки для топлива и экспорта древесины. Неповрежденные районы сильно фрагментированы и изолированы.
Менее 1 % от экорегиона находятся на охраняемых территориях.